# 왕방산
왕방산(王方山)은 대한민국 경기도 포천시에 있는 산이다.
높이는 737m이고, 광주산맥의 서쪽 지맥인 천보산맥 북쪽 끝에 자리잡고 있다. 산 이름과 관련하여 두 가지 전설이 전한다. 하나는 872년(신라 헌강왕 3) 도선국사가 이 산에 머물고 있을 때 국왕이 친히 행차하여 격려하였다 해서 붙여졌다는 이야기이고, 다른 하나는 왕위에서 물러난 태조 이성계가 한양으로 돌아가는 도중에 왕자들의 골육상쟁 소식을 듣고 마음을 달래기 위해 이 산의 왕방사에 며칠 동안 머물렀다 해서 붙여졌다는 이야기이다. 산행코스로는 포천동 호병골에서 보덕사를 거쳐 정상에 오르는 길과 포천동에서 서북쪽 창수면으로 넘어가는 무럭고개에서 서남쪽으로 이어진 능선을 타고 정상에 이르는 길이 있다．정상에 오르면 서북쪽으로 동두천시와 소요산이 보이고 동쪽 아래로는 포천동과 선단동을 비롯하여 그 뒤로 국망봉과 운악산이 병풍을 친듯이 보인다．하산은 서북쪽 국사봉으로 이어진 능선길을 따라 심곡저수지로 내려간다．산행 시간은 4시간 20분 정도 걸린다.

## 같이 보기
- 한국의 산 목록